# نيك براودر
نيك براودر (بالإنجليزية: Nick Browder)‏ هو لاعب كرة قدم أمريكية أمريكي، ولد في 8 أبريل 1975 في ميلواكي في الولايات المتحدة.